# 京都府道22号八幡木津線
京都府道22号八幡木津線（きょうとふどう22ごう やわたきづせん）は、京都府八幡市から同府木津川市に至る主要地方道に指定された府道である。

## 概要
現行の道路法に基づく主要地方道として全国で初めて指定された路線のうちの1つで、木津川左岸の町を結ぶとともに、関西文化学術研究都市の東端を通過する。
道幅は全線で片側一車線であるが路肩の余裕がない箇所が多く、走行しやすい道路とは言えない。京田辺市内までは京奈和自動車道が並走している。また、バイパスとして山手幹線の建設が進められており、部分的に供用されている。
かつての終点は木津川市相楽で、現道から木津川市吐師で分岐し近鉄京都線のガード下を潜り国道163号へ接続する地点であった。

### 路線データ
- 起点：京都府八幡市八幡科手
- 終点：京都府木津川市相楽台

## 歴史
本路線は、旧道路法（大正8年法律第58号）に基づいて1936年（昭和11年）以前に府道淀八幡線、府道八幡田辺線、府道田辺木津線として指定されていた路線を継承したものである。道路法（昭和27年法律第180号）第56条の規定に基づき、主要な都道府県道として1954年（昭和29年）に指定された。

### 年表
- 1954年（昭和29年）1月20日 - 建設省（当時）が府道淀八幡線の一部、府道八幡田辺線、府道田辺木津線を八幡木津線（京都府綴喜郡八幡町 - 京都府相楽郡木津町）として主要地方道に指定[1]。
- 1955年（昭和30年）10月18日 - 京都府が八幡木津線を府道路線認定。整理番号は主要地方道22[2]。
- 1967年（昭和42年） - 舗装工事完了[3]
- 1998年（平成10年）4月1日 - 終点を相楽台へ変更。[要出典]
- 2017年（平成29年）4月1日 - 国道307号交点（京田辺市役所東交差点） - 京都府道65号生駒井手線交点（二又交差点）間の旧道を京田辺市に移管[4]

## 路線状況

### バイパス
- 山手幹線

### 重複区間
- 京都府道281号八幡城陽線（八幡市上奈良奈良里 - 八幡市上津屋浜垣内）
- 京都府道282号内里城陽線（八幡市岩田西玉造 - 八幡市岩田高木）
- 京都府道251号富野荘八幡線（京田辺市大住西北向 - 京田辺市大住長谷折）

## 地理

### 通過する自治体
- 京都府
  - 八幡市 - 京田辺市 - 相楽郡精華町 - 木津川市 - 相楽郡精華町 - 木津川市

### 交差する道路
現道
| 交差する道路                                     | 交差する場所           | 交差する場所           | 交差する場所           | 備考                         | 重複路線                  |
| ------------------------------------------------ | ---------------------- | ---------------------- | ---------------------- | ---------------------------- | ------------------------- |
| 京都府道13号京都守口線                           | 京都府                 | 八幡市                 | （八幡科手）           |                              | 京都府道735号長尾八幡線   |
| 京都府道801号京都八幡木津自転車道線              | 京都府                 | 八幡市                 | （八幡科手）           |                              | 京都府道735号長尾八幡線   |
| 京都府道735号長尾八幡線                          | 京都府                 | 八幡市                 | 三本橋                 | 南からの接続                 | 京都府道735号長尾八幡線   |
| 京都府道735号長尾八幡線                          | 京都府                 | 八幡市                 | 三本橋                 | 南からの接続                 |                           |
| 国道1号〔京阪国道 - 枚方バイパス〕               | 京都府                 | 八幡市                 | 八幡下奈良             |                              |                           |
| 京都府道281号八幡城陽線                          | 京都府                 | 八幡市                 | 上奈良                 | 西からの接続                 |                           |
| 京都府道281号八幡城陽線                          | 京都府                 | 八幡市                 | 上奈良                 | 西からの接続                 | 京都府道281号八幡城陽線   |
| 第二京阪道路〔国道1号〕（一般部）                | 京都府                 | 八幡市                 | 八幡上津屋             |                              |                           |
| 京都府道281号八幡城陽線                          | 京都府                 | 八幡市                 | 浜上津屋               | 東からの接続                 |                           |
| 京都府道281号八幡城陽線                          | 京都府                 | 八幡市                 | 浜上津屋               | 東からの接続                 |                           |
| 京都府道282号内里城陽線                          | 京都府                 | 八幡市                 | 西玉造                 | 西からの接続                 |                           |
| 京都府道282号内里城陽線                          | 京都府                 | 八幡市                 | 西玉造                 | 西からの接続                 | 京都府道282号内里城陽線   |
| 京都府道282号内里城陽線                          | 京都府                 | 八幡市                 | 東岩田                 | 東からの接続                 |                           |
| 京都府道282号内里城陽線                          | 京都府                 | 八幡市                 | 東岩田                 | 東からの接続                 |                           |
| 京都府道251号富野荘八幡線                        | 京都府                 | 京田辺市               | 大住工業団地北         | 西からの接続                 |                           |
| 京都府道251号富野荘八幡線                        | 京都府                 | 京田辺市               | 大住工業団地北         | 西からの接続                 | 京都府道251号富野荘八幡線 |
| 京奈和自動車道〔国道24号〕田辺北IC（城陽IC方面） | 京都府                 | 京田辺市               | （大住中島）           |                              |                           |
| 京奈和自動車道〔国道24号〕田辺北IC（木津IC方面） | 京都府                 | 京田辺市               | （大住片岸）           |                              |                           |
| 京都府道251号富野荘八幡線                        | 京都府                 | 京田辺市               | （大住長谷折）         | 東からの接続                 |                           |
| 京都府道251号富野荘八幡線                        | 京都府                 | 京田辺市               | （大住長谷折）         | 東からの接続                 |                           |
| 国道307号                                        | 京都府                 | 京田辺市               | 京田辺市役所東         |                              |                           |
| （この間、京田辺市道）                           | （この間、京田辺市道） | （この間、京田辺市道） | （この間、京田辺市道） | 2017年4月1日移管             |                           |
| 京都府道65号生駒井手線                           | 京都府                 | 京田辺市               | 二又                   |                              |                           |
| 京都府道71号枚方山城線                           | 京都府                 | 精華町                 | 井堀                   | 立体交差                     |                           |
| 京都府道72号生駒精華線（旧道）                   | 京都府                 | 精華町                 | 祝園駅前               |                              |                           |
| 山手幹線〔京都府道22号八幡木津線（バイパス）〕   | 京都府                 | 木津川市               | （吐師宮ノ前）         | 北西からの接続               |                           |
| 京都府道326号けいはんな記念公園木津線            | 京都府                 | 木津川市               | （吐師宮ノ前）         | 西からの接続                 |                           |
| 国道163号〔清滝街道〕                            | 京都府                 | 木津川市               | （山田中島）           | 立体交差（旧道経由での接続） |                           |
| 京奈和自動車道〔国道24号〕山田川IC               | 京都府                 | 木津川市               | （相楽台3丁目）        | 側道経由での接続             |                           |
| 京都府道327号相楽台相楽線                        | 京都府                 | 木津川市               | 相楽台                 | 東からの接続                 |                           |
| 京都府道328号相楽台桜が丘線                      | 京都府                 | 木津川市               | 相楽台                 | 西からの接続                 |                           |

バイパス
山手幹線の区間についてはそちらを参照。
| 交差する道路                              | 交差する場所 | 交差する場所 | 交差する場所       | 備考                                                               |
| ----------------------------------------- | ------------ | ------------ | ------------------ | ------------------------------------------------------------------ |
| 国道1号〔京阪国道 - 枚方バイパス〕        | 京都府       | 八幡市       | （下奈良蜻蛉尻筋） | 枚方バイパス大阪方面からの進入、枚方バイパス京都方面への進入は不可 |
| 京都府道281号八幡城陽線                   | 京都府       | 八幡市       | （内里蜻蛉尻）     |                                                                    |
| 第二京阪道路〔国道1号〕（専用部）八幡東IC | 京都府       | 八幡市       | 八幡内里東         | 京都方面出入口                                                     |
| 第二京阪道路〔国道1号〕（一般部）         | 京都府       | 八幡市       | 八幡内里東         |                                                                    |

※ 交差する場所の括弧書きは地名、それ以外は交差点名で表示

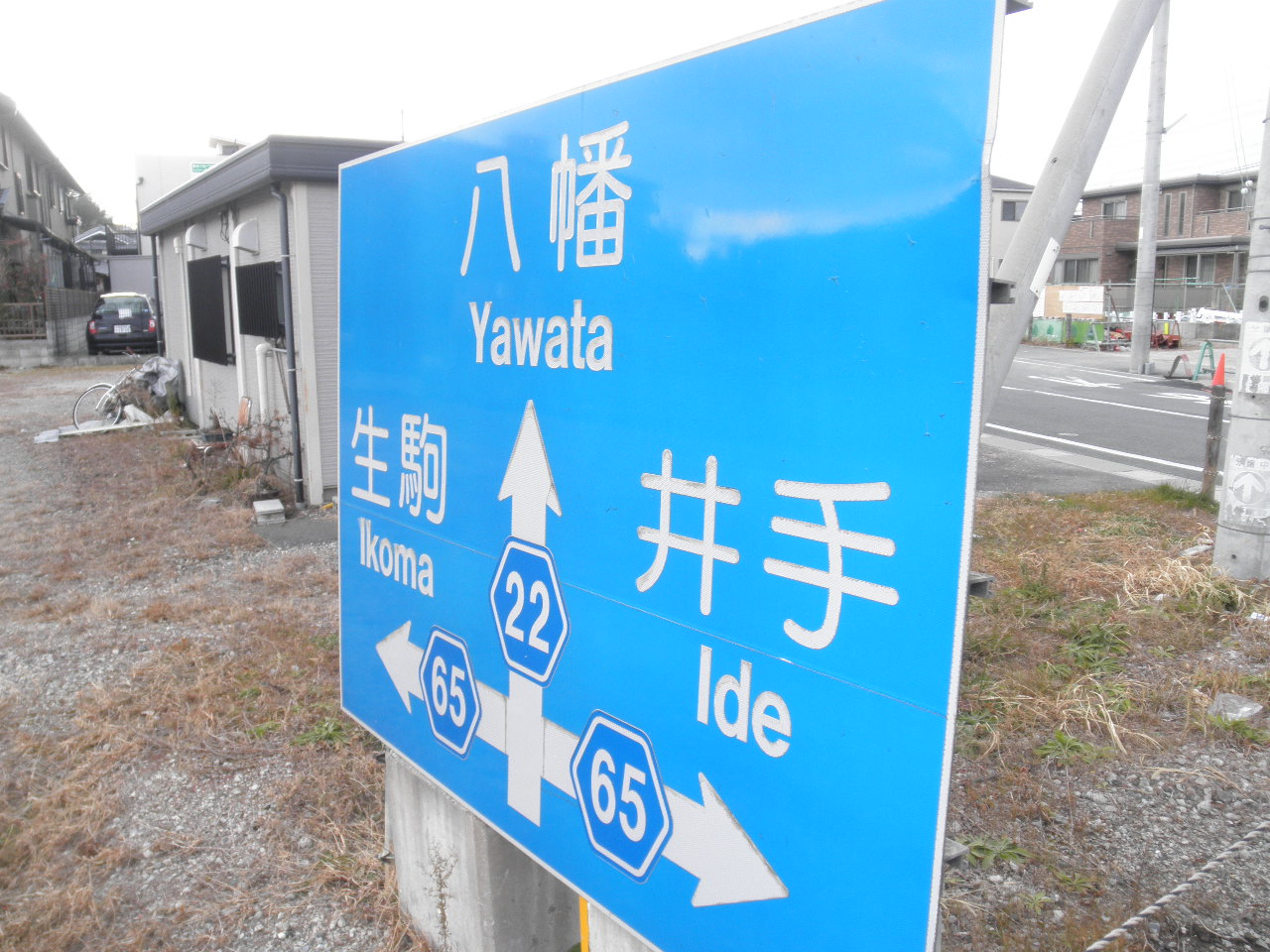
奈良県道・京都府道65号生駒井手線との交差点との標識
京都府京田辺市三山木字田中で撮影

### 沿線
- 石清水八幡宮
- 八幡市立八幡小学校
- 京都京阪バス八幡営業所
- 上津屋橋
- 四季彩館
- 八幡市民体育館
- 八幡市民スポーツ公園
- リンガーハット京都工場
- 大日本印刷田辺工場
- 明治京都工場
- 住江工業本社・工場
- 京田辺市立中央図書館
- JR学研都市線 京田辺駅
- アル・プラザ京田辺
- 京田辺市立田辺小学校・田辺幼稚園
- 京田辺市立田辺中学校
- 京田辺市役所
- 田辺警察署
- 山城田辺郵便局
- 京都中央信用金庫 田辺支店
- 近鉄京都線 興戸駅

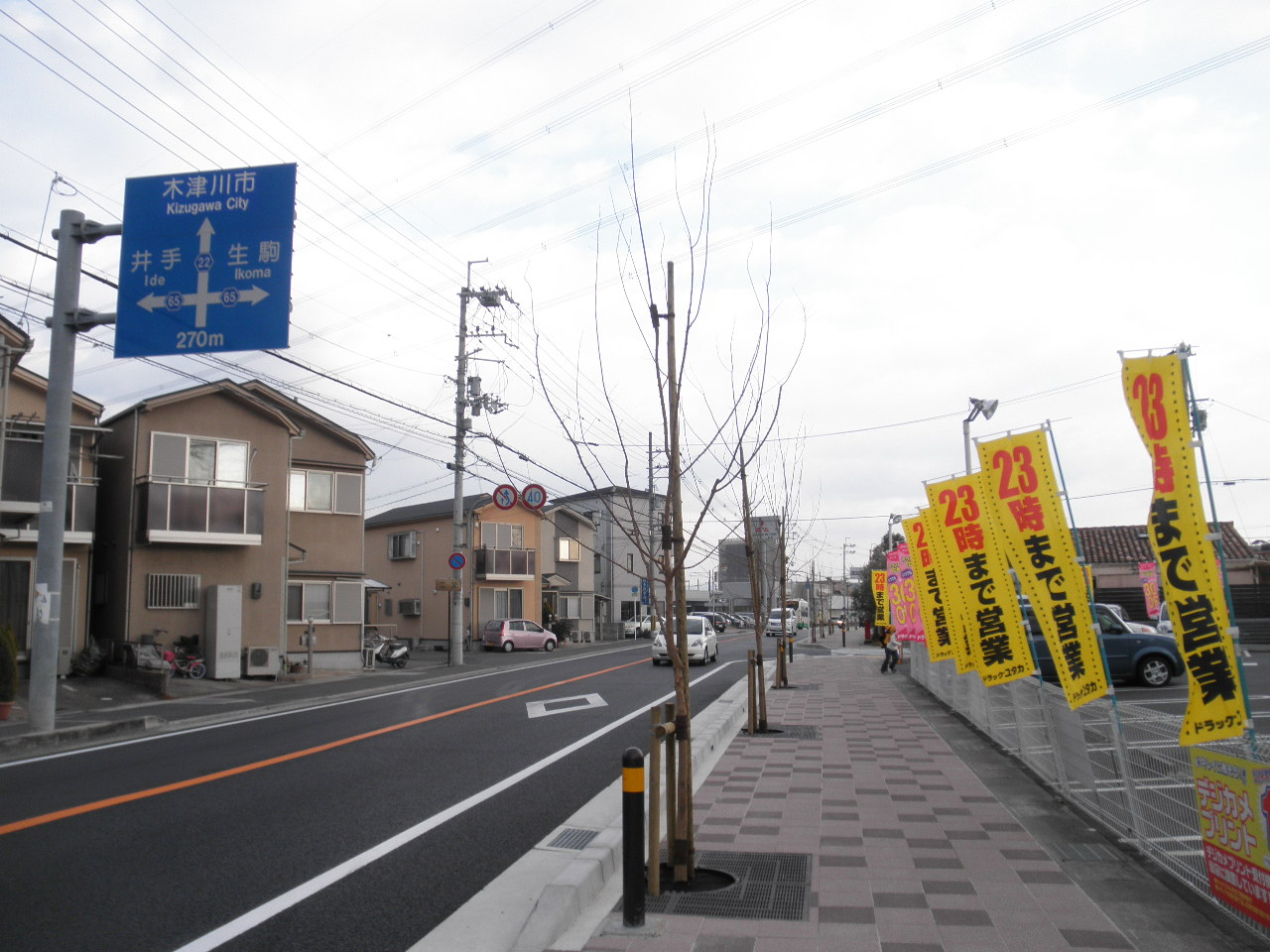
京都府京田辺市三山木字田中で撮影

- 同志社大学、同志社女子大学、同志社国際中学校・高等学校
- JR学研都市線 同志社前駅
- 田辺三山木郵便局
- 京都銀行 三山木支店
- 南都銀行 三山木支店
- 比亜迪汽車（BYDジャパン）京都事業所
- JR学研都市線 JR三山木駅
- 近鉄京都線 三山木駅
- 京田辺市立三山木小学校・三山木幼稚園
- 近鉄京都線 近鉄宮津駅
- JR学研都市線 下狛駅、近鉄京都線 狛田駅
- 学校法人南京都学園 京都廣学館高等学校
- 精華町立川西小学校
- 精華町役場
- 精華町立精華中学校
- 京都銀行 精華町支店
- JR学研都市線 祝園駅、近鉄京都線 新祝園駅
- 祝園郵便局
- 近鉄京都線 木津川台駅
- りそな銀行 学研木津川台支店
- 京都府立南山城支援学校
- アル・プラザ木津
- 近鉄京都線 山田川駅
- イオンモール高の原
  - イオンシネマ高の原
- 近鉄京都線 高の原駅